# Park Young-Dae
Park Young-Dae, južnokorejski rokometaš, * 9. junij 1964.
Leta 1984 je na poletnih olimpijskih igrah v Los Angelesu v sestavi južnokorejske rokometne reprezentance osvojil 11. mesto, medtem ko je leta 1988 osvojil srebrno olimpijsko medaljo.